# Bunco
Bunco är ett ursprungligen amerikanskt tärningsspel och är ett spel som är avpassat för större sällskap. 
Deltagarna, som helst ska vara exakt tolv till antalet, placeras genom lottning vid tre olika bord, fyra vid varje. De som sitter mittemot varandra spelar tillsammans parvis. Vid varje bord finns tre tärningar, som deltagarna turas om att slå med. Ett av borden kallas huvudbordet, och där ska också finnas en klocka att ringa med.
Spelet pågår i sex ronder. I den första ronden är 1:orna poänggivande, i den andra 2:orna och så vidare. En poäng erhållas för varje tärning som visar rondens tal, och skulle alla tre göra det kallas detta för en bunco, vilket ger 21 poäng. Tre lika av något annat tal än rondens ger 5 poäng. Samma spelare får fortsätta att kasta tärningarna så länge de ger poäng; därefter skickas de vidare medsols. Så fort ett av paren vid huvudbordet nått 21 poäng är ronden slut, vilket man tillkännager genom att ringa i klockan. 
Mellan ronderna byter spelarna plats enligt ett fastställt schema, vilket är så konstruerat att varje ny rond innebär nya motspelare och ibland även ny partner. Varje spelare noterar individuellt antalet vunna och förlorade ronder och om man slagit någon bunco.
Allt efter överenskommelse kan olika priser delas ut, i första hand för flest vunna ronder och för flest noterade buncopoäng.